# Tonight and Every Night
Tonight and Every Night, auch bekannt als Music Box Girls, ist ein US-amerikanisches Filmmusical von Victor Saville aus dem Jahr 1945 mit Rita Hayworth und Janet Blair. Als Vorlage diente das Bühnenstück Heart of the City von Lesley Storm.

## Handlung
London während des Zweiten Weltkriegs: Trotz zahlreicher Angriffe deutscher Bomber auf die britische Hauptstadt, lässt das traditionsreiche Theater „Music Box“ keine Vorstellung ausfallen – ist es doch für viele die einzige Unterhaltung, die vom schrecklichen Kriegsalltag abzulenken vermag. Als ein neuer Tänzer namens Tommy Lawson sein Glück bei einem Vortanzen versucht, unterstützen ihn die beiden amerikanischen Showgirls Rosalind Bruce und Judy Kane, die sofort von seinem Talent überzeugt sind. Sie bringen ihm die Tanzschritte bei, worauf er in die Tanztruppe aufgenommen wird. Gemeinsam tanzen sie fortan Abend für Abend und liefern eine umjubelte Show.
Als der amerikanische Pilot Paul Lundy eine Vorstellung besucht, ist er von Rosalind begeistert und will sie unbedingt kennenlernen. Als plötzlich die Sirenen alarmierend losgehen und sowohl die Tänzer als auch das Publikum in den Keller fliehen müssen, sieht er seine Chance bei Rosalind gekommen. Doch lehnt diese seine Einladung auf ein Rendezvous dankend ab. Nach dem Angriff besuchen Rosalind und Judy ein nahegelegenes Restaurant, wo Paul mit Champagner auf sie wartet. Daraufhin beginnt Rosalind mit Paul regelmäßig auszugehen. Doch als er sie unter falschem Vorwand in sein Apartment lockt, fühlt sie sich hintergangen und will ihn nicht mehr sehen. Als sie erneut zusammentreffen, fleht Paul sie an, ihm zu vergeben. Da er eines Einsatzes wegen London verlassen muss, hofft er, dass Rosalind auf ihn warten wird. Angesichts dessen und ihrer eigenen Gefühle für ihn, verzeiht sie Paul und küsst ihn zum Abschied. Tommy, der ebenfalls in Rosalind verliebt ist, versucht derweil seinen Liebeskummer im Alkohol zu ertränken. Judy wird Zeugin seines Leids und ist ihrerseits bedrückt, hat sie sich doch unglücklich in Tommy verliebt.
Nach seiner Rückkehr will Paul Rosalind einen Heiratsantrag machen, doch wird er sofort ins Hauptquartier seines Vorgesetzten zitiert, der ihn auf eine geheime Mission schickt. Zwei Wochen vergehen, ohne dass Rosalind Nachricht von Paul erhält. Sie beginnt zu glauben, er habe sie vergessen. Als sie eine Mitteilung von Pauls Vater Gerald empfängt, darum bittend, sie nach der Vorstellung treffen zu dürfen, ist Rosalind überzeugt, dass Gerald von seinem Sohn zu ihr geschickt wurde, um ihre Beziehung zu beenden. Sie ist erleichtert, als sie von Gerald erfährt, dass hinter Pauls Schweigen eine Geheimaktion steckt. Er zeigt ihr eine Bibel, die ihm sein Sohn geschickt hat. Als er das Buch an einer markierten Stelle aufschlägt, ist eine Zeile unterstrichen, die auf eine Verlobung hinweist. Anstelle von Paul macht Gerald nun Rosalind den Heiratsantrag und heißt sie in seiner Familie willkommen. Tommy erfährt kurze Zeit später von der Verlobung und prophezeit, dass Rosalind die Music Box schon bald verlassen werde. Kurz darauf kehrt Paul zurück und eröffnet Rosalind, dass er mit ihr in Kanada die Flitterwochen verbringen möchte. Solange jedoch Tommy ihnen nicht gratuliert und darauf besteht, dass sie geht, möchte Rosalind die Truppe nicht verlassen.
Judy, die noch immer an Tommy hängt, folgt ihm in ein Pub, um ihm gut zuzureden. Dabei kommen sie sich näher und stoßen auf Rosalind und Paul an. Doch ihr Glücksmoment währt nur kurz, als erneut deutsche Flieger ihre Bomben abwerfen. Rosalind und alle anderen sind am Boden zerstört, als sie das zerbombte Pub vorfinden und erfahren, dass Judy und Tommy ihr Leben verloren haben. Trotz der Tragödie geht die Show weiter und Rosalind singt unter Tränen Judys größten Hit Tonight and Every Night.

## Hintergrund

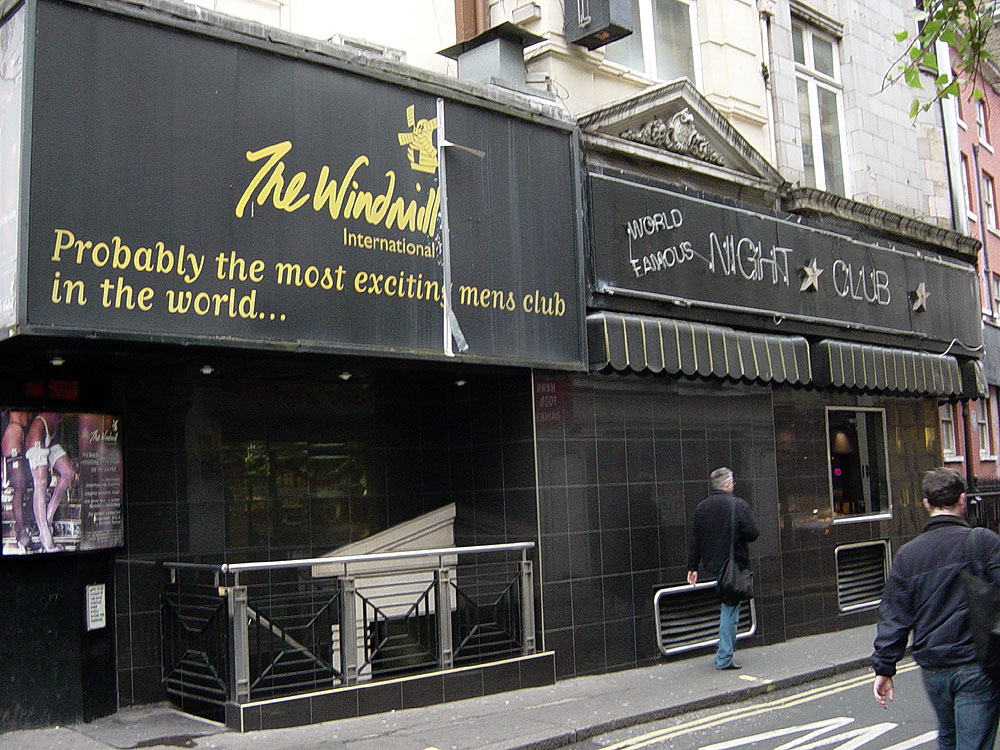
Das Windmill Theatre in London (2009)

Tonight and Every Night ist eines der wenigen Filmmusicals mit einem tragischen Ende. Es basiert auf dem Bühnenstück Heart of the City, mit dem Autor Lesley Storm Londons berühmtem Windmill Theatre ein Denkmal setzte. Das Windmill Theatre zeigte während des Zweiten Weltkriegs trotz deutscher Bombenangriffe jeden Abend eine Vorstellung. Aus rechtlichen Gründen wurde das Theater im Film in „Music Box“ umbenannt. 
Für die Regie verpflichtete Columbia Pictures den britischen Regisseur Victor Saville, der auch als ausführender Produzent in Erscheinung trat. Bei ihren Gesangseinlagen wurde Hauptdarstellerin Rita Hayworth von Martha Mears synchronisiert. Da Hayworth während der Dreharbeiten schwanger war, mussten ihre Tanznummern zu den Choreografien von Jack Cole zuerst gedreht werden, bevor sich ihre Schwangerschaft zu sehr zeigte. Im weiteren Verlauf des Drehs wurde Wert darauf gelegt, Hayworths wachsenden Bauch hinter Kleidungsstücken, Möbeln und Requisiten zu verstecken. Zudem arbeitete sie erstmals mit Kostümdesigner Jean Louis zusammen, der später auch ihre berühmten Roben für ihre Titelrolle in Gilda (1946) entwarf.

## Musik- und Tanznummern
- What Does an English Girl Think of a Yank? (Jule Styne/Sammy Cahn): dargeboten von Rita Hayworth mit der Stimme von Martha Mears; getanzt von Hayworth, Jack Cole und weiteren Tänzern
- You Excite Me (Styne/Cahn): dargeboten von Hayworth mit der Stimme von Martha Mears; getanzt von Hayworth und weiteren Tänzern
- Anywhere (Styne/Cahn): gesungen von Janet Blair; später auch auf dem Xylophon gespielt, während Hayworth im Hintergrund tanzt
- Largo al factotum (Gioachino Rossini): getanzt von Marc Platt
- The Boy I Left Behind (Styne/Cahn): gesungen von Blair und dargeboten von Hayworth mit der Stimme von Martha Mears
- Cry and You Cry Alone (Styne/Cahn): dargeboten von Hayworth mit der Stimme von Martha Mears; getanzt von Hayworth, Platt und weiteren Tänzern
- Tonight and Every Night (Styne/Cahn): dargeboten von Hayworth mit der Stimme von Martha Mears

## Rezeption

### Veröffentlichung
Tonight and Every Night wurde am 9. Januar 1945 in den Vereinigten Staaten uraufgeführt. Die Kritiken fielen seinerzeit im Allgemeinen positiv aus. Lediglich die Songs wurden häufig als zu schwach für ein Musical eingestuft, wenngleich die Filmmusik und das Lied Anywhere für den Oscar nominiert wurden. An den Kinokassen war der Film zwar nicht so erfolgreich wie Hayworths Hitmusical Es tanzt die Göttin (1944), doch machte er dennoch Gewinn. In Deutschland wurde Tonight and Every Night erstmals am 18. November 1995 im Fernsehen gezeigt.

### Kritiken
Für Bosley Crowther von der New York Times war Tonight and Every Night ein „sehr schönes und sentimental romantisches Filmmusical“, dessen Handlung dank „eines geschickten Drehbuchs“ und Victor Savilles „sorgfältiger Regie“ nie auf „rührseliges Pathos“ herabsinke. Rita Hayworth sei „bezaubernd“ und zeige „Ausstrahlung und Talent“. Marc Platts hohe Sprünge wiederum dürften „ihm in Hollywood zu Ruhm verhelfen“. Lobend erwähnte Crowther auch „die außergewöhnliche Ausstattung des Films“ und „die elegante und subtile Nutzung von dezenten Farben bei den Kulissen und Kostümen“.
Variety erwähnte „eine besonders komische Tanzeinlage“ von Rita Hayworth und Janet Blair, bei der sie in wollener Männerunterwäsche vor ihren Betten tanzen. Diese sei „sehr originell und hervorragend von beiden Künstlerinnen umgesetzt“. Marc Platt wiederum liefere „ein sensationelles Debüt“. Seine tänzerische Interpretation einer Rede von Hitler sei „ein echtes Highlight“. Das US-Magazin Time konstatierte, dass „die naive, kleine Handlung“ in einer Umgebung von „farbenfrohen und fantasievollen Musicalnummern“ leicht hätte verloren gehen können. Dass dies nicht der Fall sei, liege „zum Teil an den glaubwürdigen und glänzenden Vorstellungen von Bowman und Hayworth, aber hauptsächlich an der ausgezeichneten Regie des Briten Victor Saville“. Dieser habe die Geschichte „auf einfache Weise und mit beachtlicher Authentizität“ inszeniert.
„Ausgefallenes Musical mit düsterem zeitgeschichtlichen Hintergrund, vor dem das Happy End recht aufgesetzt wirkt“, befand rückblickend das Lexikon des internationalen Films. Craig Butler vom All Movie Guide zufolge sei Tonight and Every Night „alles in allem ein mittelmäßiges kleines Musical, das aber durchaus sehenswerte Elemente vorweisen“ könne. Die Hauptattraktion sei „die bezaubernde, wunderbare Rita Hayworth“. Ihre „schiere physische Schönheit und Ausstrahlung“ seien „einfach himmlisch“. Die Musik von Jule Styne sei dagegen „überraschend langweilig“ und die Liedtexte von Sammy Cahn seien „allenfalls zweckdienlich“. Auch sei das Drehbuch „trotz seiner ‚ernsten‘ Kulisse und einiger ‚tragischer‘ Momente insgesamt eher schwach, besonders was die Dialoge betrifft“. Für Ausgleich sorge neben Hayworth „das exzellente Tanzen“ von Marc Platt, „die zurückhaltende, dennoch fesselnde Regie“ von Victor Saville, „ein umwerfendes, unaufdringliches Farbspektrum“ sowie „die einfallsreiche Kameraarbeit“ von Rudolph Maté.

### Auszeichnungen
Bei der Oscarverleihung 1946 war Tonight and Every Night in den beiden Kategorien Beste Filmmusik in einem Musical und Bester Song (Anywhere) für den Oscar nominiert. Als Beste Filmmusik wurde letztlich George E. Stolls Musik in Urlaub in Hollywood ausgezeichnet, während Richard Rodgers und Oscar Hammerstein mit It Might as Well Be Spring aus Jahrmarkt der Liebe die Trophäe für den Besten Song gewinnen konnten.